# Ilova
Ilova is een plaats in de gemeente Kutina in de Kroatische provincie Sisak-Moslavina. De plaats telt 860 inwoners (2001).